# Vinylengruppe
| Vinylene (Beispiele) Vinylengruppe blau markiert |
| ------------------------------------------------ |
| α,β-ungesättigter Aldehyd                        |
| Polyacetylen                                     |

Als Vinylengruppe bezeichnet man in der organischen Chemie die zweibindige Atomgruppe –CH=CH–, die man auch als 1,2-Ethendiyl bezeichnen kann.
 Die beiden freien Valenzen der Vinylengruppe sind dabei an gleiche oder verschiedene Atome oder Reste gebunden, jedoch nicht an Wasserstoffatome. Dabei können diese Atome oder Reste in cis- oder trans-Position zueinander stehen.

Im Zusammenhang mit dem Vinylogie-Prinzip spielt die Vinylengruppe eine wichtige Rolle. Dabei geht es um zwei Atomgruppen, die miteinander in mesomerer Wechselwirkung stehen, und dies auch weiter tun, wenn sie durch eine oder mehrere miteinander konjugierte C=C-Doppelbindungen (meist Vinylengruppen) voneinander getrennt sind.

## Polymere
Die Vinylengruppe ist die Wiederholeinheit in Polyacetylen.